# O Soldador Subaquático
O Soldador Subaquático (The Underwater Welder) é uma graphic novel canadense de autoria de Jeff Lemire, originalmente publicada em 7 de agosto de 2012 pela Top Shelf Productions.
O protagonista, Jack Joseph, trabalha em uma plataforma petrolífera no Canadá, sendo responsável pela manutenção dos equipamentos da plataforma em mergulhos autônomos. Em terra, sua esposa Susie está grávida de seu filho, e Jack sente a pressão de sua futura paternidade. Em um mergulho, Jack encontra uma presença sobrenatural no fundo do mar que o coloca em contato com o fantasma de seu próprio pai. A história explora temas que tratam da relação entre pai e filhos, memórias e realidade.
No Brasil, foi publicado pela Editora Mino em 25 de novembro de 2016.

## Recepção
Vários sites aclamaram O Soldador Subaquático como uma das melhores histórias em quadrinhos de 2012. Comic Book Resources, The AV Club e ComicsAlliance listaram a obra em suas listas de melhores histórias em quadrinhos de 2012.

## Adaptação cinematográfica
Em março de 2017, Anonymous Content e Ryan Gosling anunciaram que produziriam um filme baseado na história em quadrinhos.